# Nye (Szwecja)
Nye – miejscowość (tätort) w Szwecji, w regionie administracyjnym (län) Jönköping, w gminie Vetlanda.
Według danych Szwedzkiego Urzędu Statystycznego liczba ludności wyniosła: 202 (31 grudnia 2015), 204 (31 grudnia 2018) i 196 (31 grudnia 2019).